# 加雷思·大衛-勞埃德
加雷思·大衛-勞埃德（英語：Gareth David-Lloyd，1981年3月28日—）是威爾士的一位演員。他最著名的作品是在英國電視科幻影集火炬木中飾演Ianto Jones角色。他出生在威爾斯新港。

## 外部連結
- GarethDavid-Lloyd.co.uk（页面存档备份，存于） – official website
- 加雷思·大衛-勞埃德在互联网电影资料库（IMDb）上的資料（英文）
- Fantom Films（页面存档备份，存于） – recent audio work
- Casimir Effect Short Film（页面存档备份，存于） – Casimir Effect Film page
- A Very British Cover-Up Short Film – A Very British Cover-up Film page